# Garmisch-Partenkirchen (stacja kolejowa)
Garmisch-Partenkirchen – stacja kolejowa w Garmisch-Partenkirchen, w kraju związkowym Bawaria, w Niemczech. Znajduje się tu 5 peronów.